# Държавно устройство на Бахрейн
Бахрейн от 2002 г. е конституционна монархия, като правителството се назначава от краля на Бахрейн, крал Хамад бин Иса ал Халифа. Главнокомандващ на правителството от 1971 г. е министър-председателя на Бахрейн, принц Халифа бин Салман ал Халифа и престонаследникът на трона, принц Салман бин Хамад ал Халифа, който служи като командир в Силите за отбрана на Бахрейн. Парламентът е двукамерен законодателен орган, с Камара на депутатите, които се избират чрез всеобщо гласуване, и Съветът Шура, който е назначен пряко от краля. Министър Халифа ал Дарани е председател на парламента.